# Dešná (ort i Tjeckien, Zlín)
Dešná är en ort i Tjeckien.   Den ligger i regionen Zlín, i den östra delen av landet, 260 km öster om huvudstaden Prag. Dešná ligger 341 meter över havet och antalet invånare är 183.
Terrängen runt Dešná är kuperad österut, men västerut är den platt. Runt Dešná är det ganska tätbefolkat, med 149 invånare per kvadratkilometer. Närmaste större samhälle är Zlín, 13,5 km väster om Dešná. I omgivningarna runt Dešná växer i huvudsak blandskog.